# 飯田バイパス

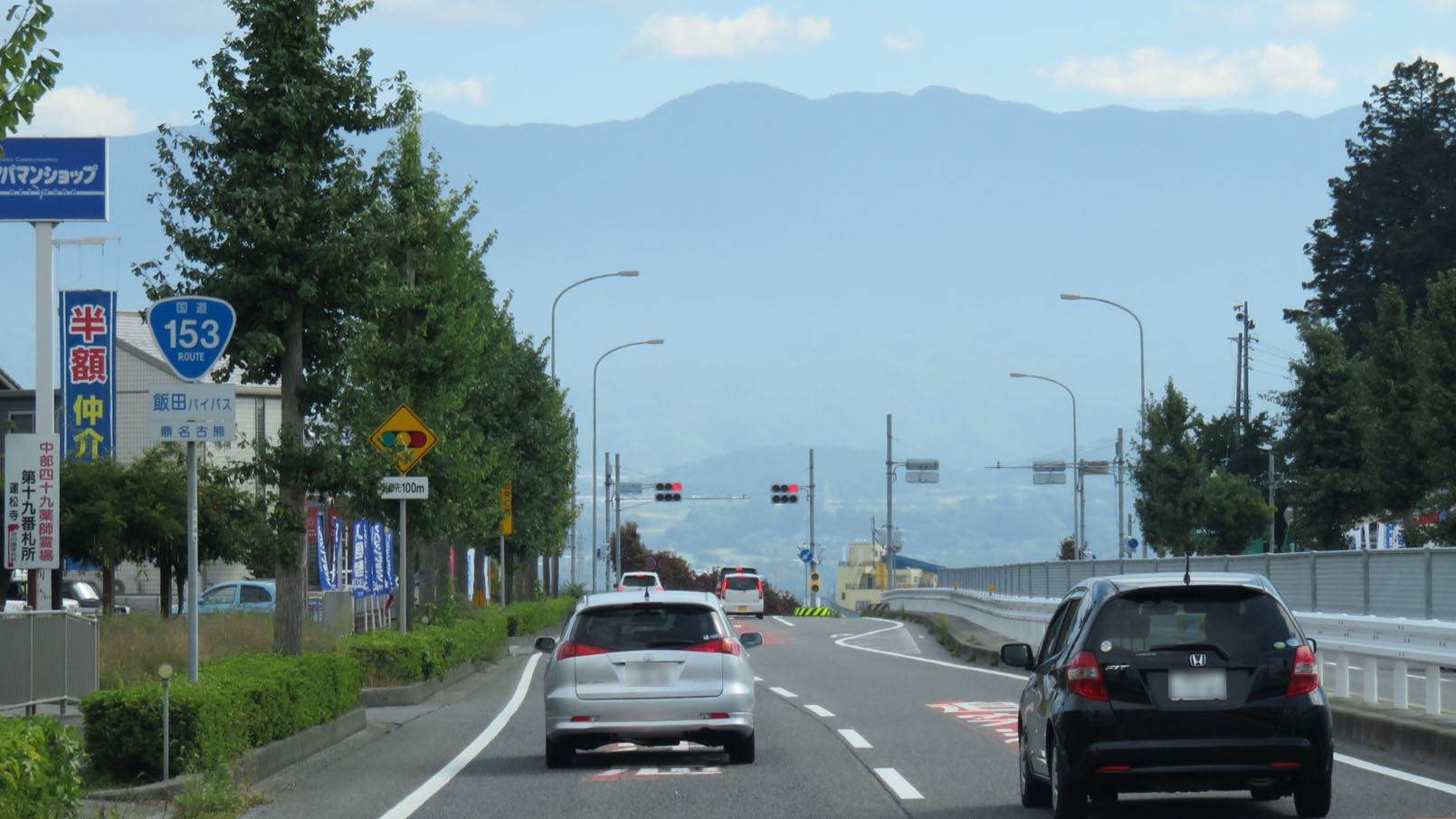
飯田バイパス
長野県飯田市鼎名古熊

飯田バイパス（いいだバイパス）は、長野県飯田市を通る国道153号バイパスである。通称アップルロード。

## 概要
長野県飯田市の市街地を迂回するバイパス道路である。飯田バイパスと中央自動車道飯田IC周辺には、りんごの木が216本植えられており、それにちなんで通称アップルロードと命名された。
道路緑化を主な目的とし、地域住民と飯田青年農業者会議の提案で作られたもので、IC内は飯田青年農業者会議、飯田バイパス側はアップルロード飯田愛護会と伊賀良小学校児童が手入れを行っている。

### 路線データ
- 起点 長野県飯田市北方 (飯田インター西交差点)
- 終点 長野県飯田市上郷別府 (高屋交差点)
- 全長 6.0 km
- 規格 第3種2級
- 設計速度 60km/h
- 道路幅員 25.0m
- 車線幅員 3.25m
- 車線数 4車線
- 事業費 約340億円
- 制限速度 50Km/h (全線)

## 沿革
- 1969年（昭和44年）：都市計画決定
- 1972年（昭和47年） - 1974年（昭和49年）：調査・概略設計
- 1975年（昭和50年）：事業化、飯田IC西 - 飯田IC (0.48 km) 供用開始
- 1979年（昭和54年）：飯田BP路線測量
- 1981年（昭和56年）：都市計画変更
- 1985年（昭和60年）：飯田IC - 上殿岡着工
- 1987年（昭和62年）：飯田IC - 上殿岡暫定2車線 (1.1 km) 供用開始
- 1988年（昭和63年）：上殿岡 - 名古熊東着工
- 1991年（平成3年）：上殿岡 - 名古熊東暫定2車線供用開始
- 1992年（平成4年）3月25日：名古熊東 - 飯田市立病院暫定2車線供用開始[1]
- 1994年（平成6年）：飯田市立病院 - 高屋交差点（国道153号上郷）着工
- 1997年（平成9年）2月12日：飯田市立病院 - 上溝IC（国道151号接続）暫定2車線供用開始[2]
- 1999年（平成11年）10月1日：飯田IC西 - 上溝IC (4.56 km) 4車線供用開始[3]
- 2000年（平成12年）4月10日：上溝IC - 高屋交差点暫定2車線供用開始、これに伴い全線供用開始[4]
- 2002年（平成14年）11月30日：上溝IC - 高屋交差点 (1.52 km) 拡幅4車線化完成、これに伴い全線が4車線開通[5]

## 地理

### 交差する道路
- 交差する道路の特記がないものは市道。

| 交差する道路              | 交差する道路         | 交差する場所   | 名古屋から (km) |
| ------------------------- | -------------------- | -------------- | --------------- |
| 国道153号                 | 国道256号            | 飯田インター西 |                 |
| 中央自動車道 飯田IC       | 中央自動車道 飯田IC  | 飯田インター   |                 |
| 長野県道444号駄科大瀬木線 | -                    | 飯田インター東 |                 |
| 国道151号・国道256号      | 国道151号・国道256号 | 東鼎           |                 |
| -                         | 国道153号            | 高屋           |                 |
| 国道153号                 |                      |                |                 |

## 交通量
2005年度（平成17年度道路交通センサスより）
平日24時間交通量（台）
- 飯田市伊賀良上殿岡561-1：24,462
- 飯田市鼎東鼎：17,175

## 沿線の主な施設
- 長野県下伊那農業高等学校
- 長野県飯田OIDE長姫高等学校
- 飯田市立病院
- イオン飯田アップルロード店
- アピタ飯田店